# بیروتوو
بیروتوو (به لاتین: Bierutów) یک شهر و گمینا در لهستان است که در گمینا بیروتوو واقع شده‌است. بیروتوو ۸٫۳۶ کیلومتر مربع مساحت و ۵٬۰۶۶ نفر جمعیت دارد.